# Robert Böker (Kaufmann)

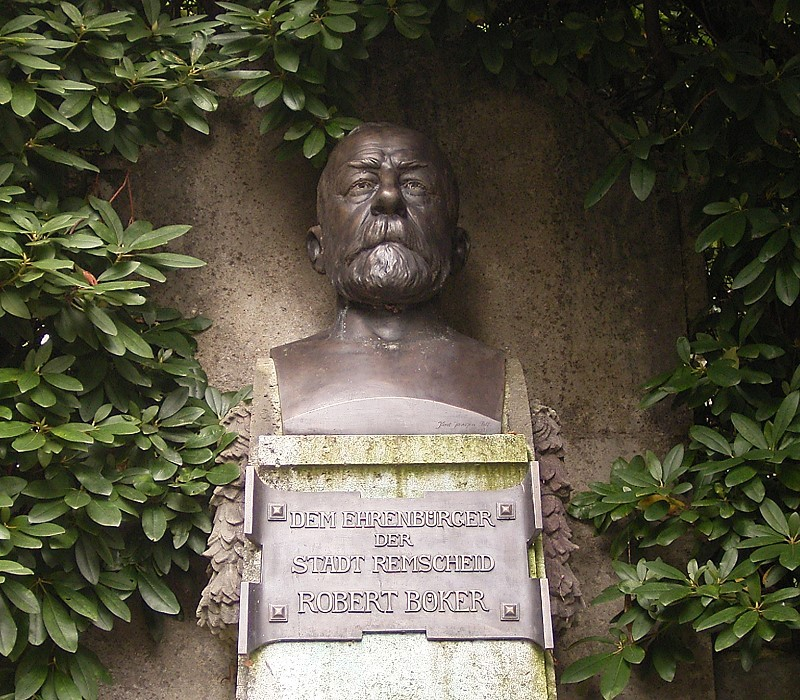
Büste an der Eschbachtalsperre

Justus Robert Böker (* 27. Mai 1843 in Remscheid; † 17. April 1912 ebenda) war ein deutscher Kaufmann, Geheimer Kommerzienrat und Kommunalpolitiker.
Robert Böker war Kaufmann in Remscheid. 1865 eröffnete er in der Ciudad de Mexico, wohin er vorübergehend ausgewandert war, einen Ableger seines Eisenwarenhandels. Wieder in Remscheid leitete er von 1876 bis 1887 hier die Gasanstalt. Er war von 1877 bis 1887 Beigeordneter und von 1882 bis 1909 Stadtverordneter in Remscheid. Angesichts der zunehmenden Wasserknappheit in Remscheid veranlasste er 1881 den Bau eines ersten, aus Brunnen gespeisten Wasserwerks, welches 1884 in Betrieb genommen wurde. Da auch dies wegen der im Zuge der Industrialisierung weiterhin rasch zunehmenden Bevölkerungszahl der Stadt keine hinreichende Abhilfe bot und auf der anderen Seite das starke Anschwellen der Bäche und Flüsse nach Regenfällen, aber auch lange Trockenperioden dazu führten, dass die mit Wasserkraft betriebenen Mühlen und Hammerwerke oft wochenlang stillstehen mussten, betrieb Böker den Bau der ersten Trinkwassertalsperre Deutschlands, der Eschbachtalsperre. Diese wurde von 1889 bis 1892 nach Plänen von Otto Intze errichtet. Auch der Bau der Remscheider Straßenbahn 1891 bis 1893 ging auf seine Initiative zurück. 1907 und 1911 machte er größere Stiftungen für einen Krankenhaus-Neubau. Auch sonst unterstützte er die naturwissenschaftliche Forschung. An der Eschbachtalsperre befindet sich eine Büste Bökers.
Robert Böker war verheiratet mit Auguste geb. Günther. Seine Tochter Elisabeth Böker (1875–1940) heiratete den Solinger Landrat Adolf Lucas.

## Ehrungen
1892 wurde Böker zum Kommerzienrat, 1905 zum Geheimen Kommerzienrat und am 18. Mai 1909 zum Ehrenbürger der Stadt Remscheid ernannt. An der Eschbachtalsperre errichtet man ihm zu Ehren eine Büste.